# Kanton Valognes
Valognes is een kanton van het Franse departement Manche in de regio Normandië.

## Geschiedenis
Het kanton viel onder het arrondissement Valognes tot dat in 1926 werd opgeheven en het kanton werd opgenomen in het arrondissement Cherbourg. Op 22 maart 2015 werd het aangrenzende kanton Montebourg opgeheven en werden de gemeenten genomen in het kanton Valognes waardoor het aantal gemeenten in het kanton toenam van 9 tot 31.

## Gemeenten
Het kanton omvat de volgende gemeenten:
- Azeville
- Brix
- Écausseville
- Émondeville
- Éroudeville
- Flottemanville
- Fontenay-sur-Mer
- Fresville
- Le Ham
- Hémevez
- Huberville
- Joganville
- Lestre
- Lieusaint
- Montaigu-la-Brisette
- Montebourg
- Ozeville
- Quinéville
- Saint-Cyr
- Saint-Floxel
- Saint-Germain-de-Tournebut
- Saint-Joseph
- Saint-Marcouf
- Saint-Martin-d'Audouville
- Saussemesnil
- Sortosville
- Tamerville
- Urville
- Valognes (hoofdplaats)
- Vaudreville
- Yvetot-Bocage